# Супергрупа гранатів
Супергрупа (надгрупа) гранатів — супергрупа мінералів, ізоструктурних гранатам. Вона була визначена у 2013 році спеціальним підкомітетом Комісії з нових мінералів, номенклатури та класифікації (CNMNC) IMA.
Загальна хімічна формула мінералів, що належать до цієї супергрупи: {X3}[Y2](Z3)φ12 де X, Y і Z — додекаедричні, октаедричні та тетраедричні позиції відповідно, а φ може бути O, OH або F.
До цієї супергрупи входять переважно мінерали класу силікатів, а також деякі арсенати і ванадати, оксиди і фториди. Більшість мінералів цієї супергрупи кристалізуються в кубічній системі (просторова група Ia3d), але види групи анритерм'єриту кристалізуються в тетрагональній системі (просторова група I41/acd).

## Поділ на групи
Супергрупа гранатів підрозділяється на групи на основі загального заряду Z-позиції та класу симетрії, в якому вид кристалізується. До групи анритерм'єриту входять види, які кристалізуються в тетрагональній системі, мають загальний заряд 8 на позиції Z і належать до класу силікатів, мінерали інших груп кристалізуються в кубічній системі. Група бітиклеїту включає види із загальним зарядом 9 на позиції Z і належать до класу оксидів, мінерали групи шорломіту мають загальний заряд 10 на позиції Z і належать до класу силікатів, мінерали групи гранату мають заряд 12 і також належать до класу силікатів, а групи берцеліїту мають заряд 15 і належать до класу ванадатів і арсенатів.
Отже, у склад супергрупи гранатів входять такі групи та їх члени:
| Група                | корисні копалини |
| -------------------- | --- |
| Група берцеліїту     | берцеліїт · мангано-берцеліїт · паленцонаїт · шеферит |
| Група бітиклеїту     | бітиклеїт · джулуїт · ельбрусит · устурит |
| Група гранатів       | альмандин · андратит · кальдерит · еринґаїт · голдманіт · гросуляр · кнорингіт · меджорит · менцерит-(Y) · момоїт · морімотоїт · піроп · рубініт · спесартин · уваровіт |
| Група анритерм'єриту | гольтштаміт · анритерм'єрит |
| Група шорломіту      | гатчеоніт · кімцеїт · іринарассит · шорломіт · керимасит · тотурит |

Супергрупа також включає мінеральні види, які не класифікуються за групами, оскільки, згідно з визначенням IMA, для утворення групи необхідні принаймні два види, і тому вони представляють три потенційні групи у випадку виявлення нових видів. Для цих видів позиція Z є вакантною, одновалентною (галогени та гідроксиди) або двовалентною (оксиди).
Мінерали, не класифіковані на групи, це:
- катоїт
- кріолітіоніт
- мідбарит
- монтеневеїт
- нікмельниковіт
- присциллаґрюїт-(Y)
- сюїт
- яфсоаніт